# Centrum Edukacji Leśnej
Centrum Edukacji Leśnej w Celestynowie to jedno z największych w Polsce leśnych ośrodków edukacyjnych. W skład kompleksu wchodzi główny budynek centrum z ekspozycją i salą konferencyjną, pole namiotowe, stołówka i wiata dla 70 osób. Właścicielem obiektu są Lasy Państwowe.

## Atrakcje
Teren wokół Centrum Edukacji Leśnej został zagospodarowany w ramach projektu "Budowa małej infrastruktury służącej zabezpieczeniu obszaru Natura 2000 Bagno Całowanie przed nadmierną presją turystów". Dzięki temu projektowi na terenie kompleksu pojawiło się arboretum, pole namiotowe ze stołówką, łąka kwietna obsadzona mieszanką polskich kwiatów, plac zabaw ze zjeżdżalnią linową, boisko do siatkówki i badmintona oraz sztuczne żeremie bobrowe na oczku wodnym. Obok terenu Centrum Edukacji Leśnej znajduje się ścieżka przyrodnicza Goździkowe Bagno.

## Golgota leśników polskich
Na terenie kompleksu znajduje się pomnik upamiętniający golgotę leśników polskich i ich rodzin pomordowanych w latach 1939-1948. Tworzy ją kamień z wizerunkiem Matki Boskiej Katyńskiej i urna z ziemią pobraną przez delegację leśników dnia 10 kwietnia 2010 roku. W głębi rośnie 100 dębów, przy których stoją słupki z tabliczkami zawierającymi nazwiska pomordowanych osób.